# Chicane (verkeer)

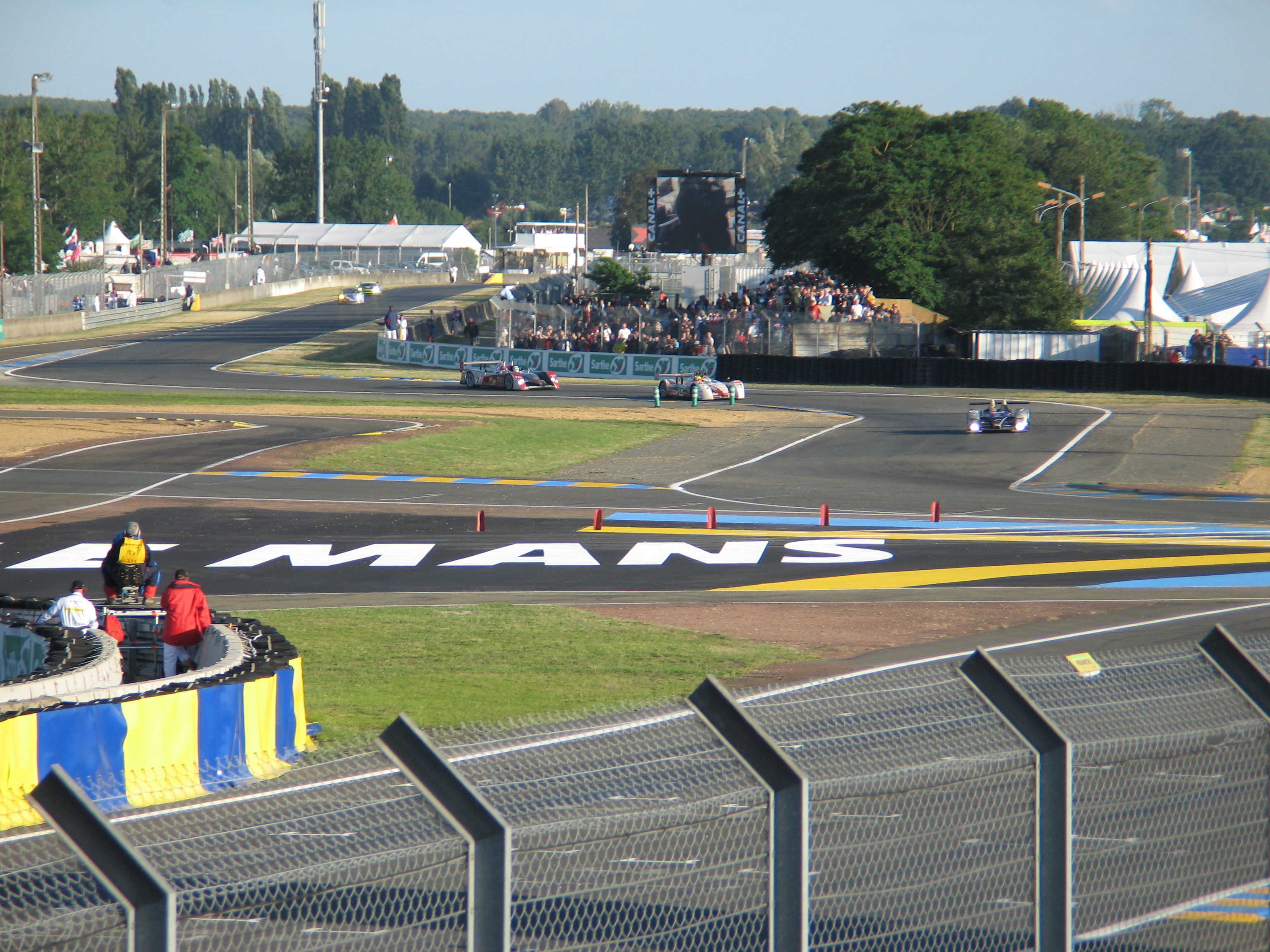
autosport: Ford Chicanes 24 uur van Le Mans

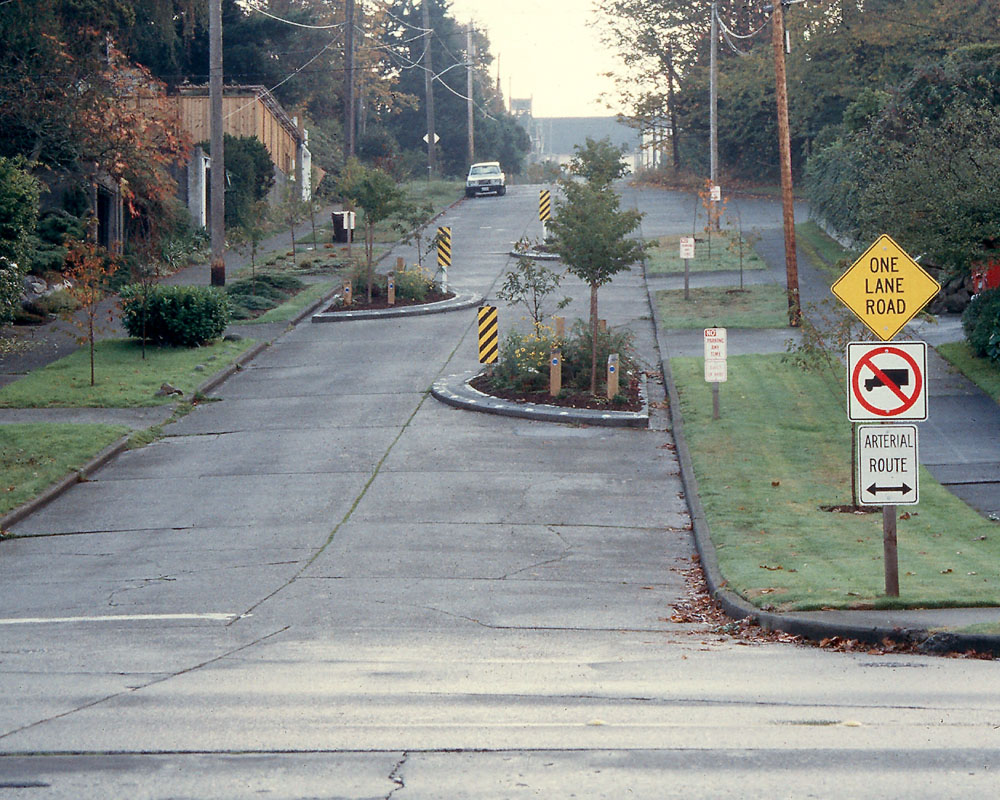
Verkeersvertraging: Een chicane op de openbare weg

Een chicane is een kunstmatige bocht in een weg of parcours met als doel het verkeer te vertragen. De bekendste toepassingen van chicanes vinden we in de motorsport en de autosport.

## Autosport
Het is doorgaans een S-vorm, bedoeld om de rijders trager te laten gaan. Chicanes vindt men daarom vaak aan het einde van het rechte stuk; ze zijn voor de rijders dan ook een ideale gelegenheid om in te halen.

## Verkeersvertraging
In het gewone wegverkeer worden chicanes ook toegepast. Het gaat dan om een horizontale verschuiving: er wordt dan een kunstmatige bocht of wegversmalling gecreëerd om het verkeer langzamer te laten rijden.

## Fietsers en voetgangers

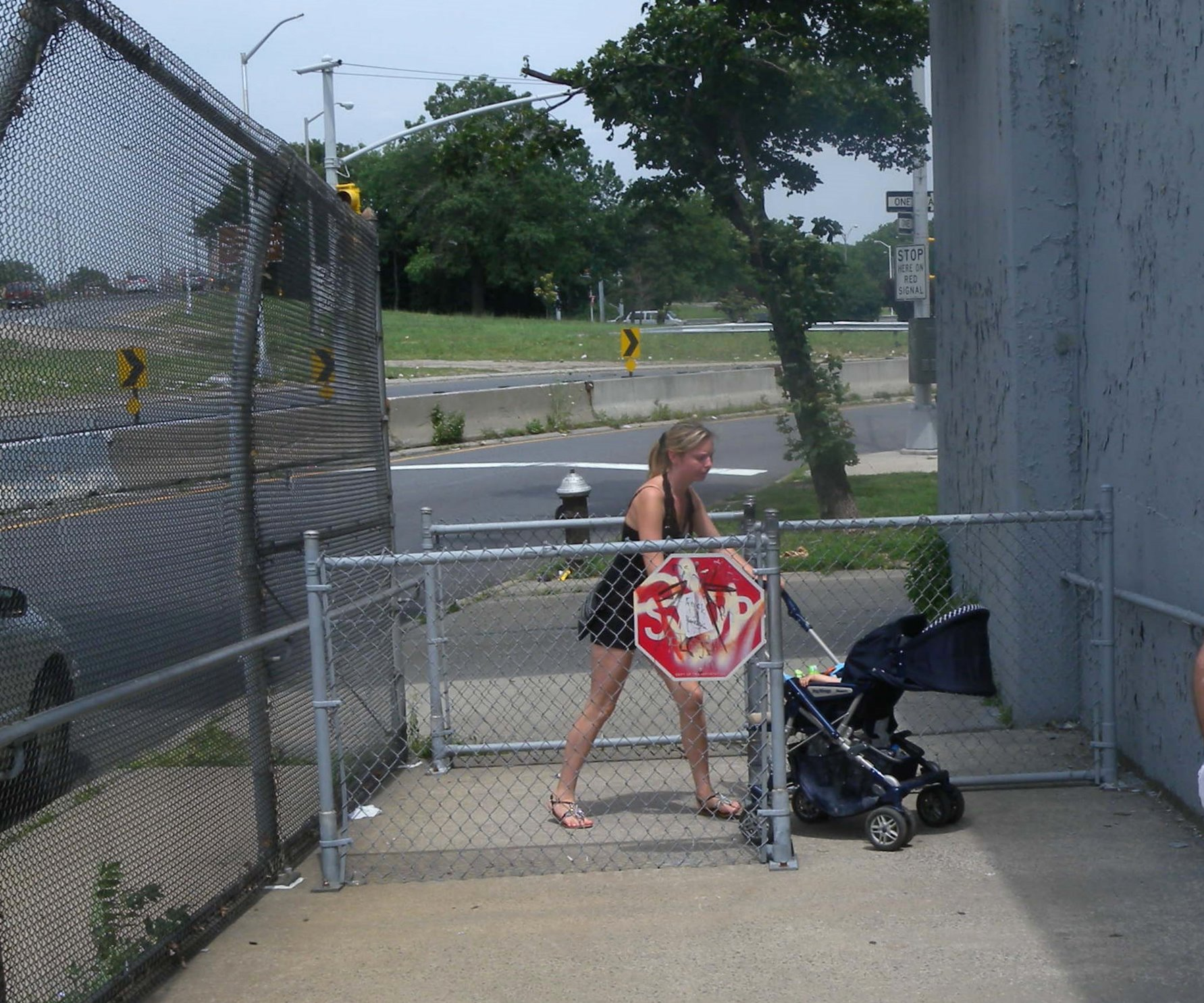
Voetgangerschicane

Hier worden chicanes of slingerhekken toegepast om bestuurders en voetgangers af te remmen en ertoe te dwingen goed links of rechts kijken, bijvoorbeeld bij het oversteken van een drukke weg, of van (trein- of tram-)sporen. Chicanes kunnen ook dienen om de toegang tot voetpaden te bemoeilijken of te verhinderen voor (brom-)fietsers.